# Dosett

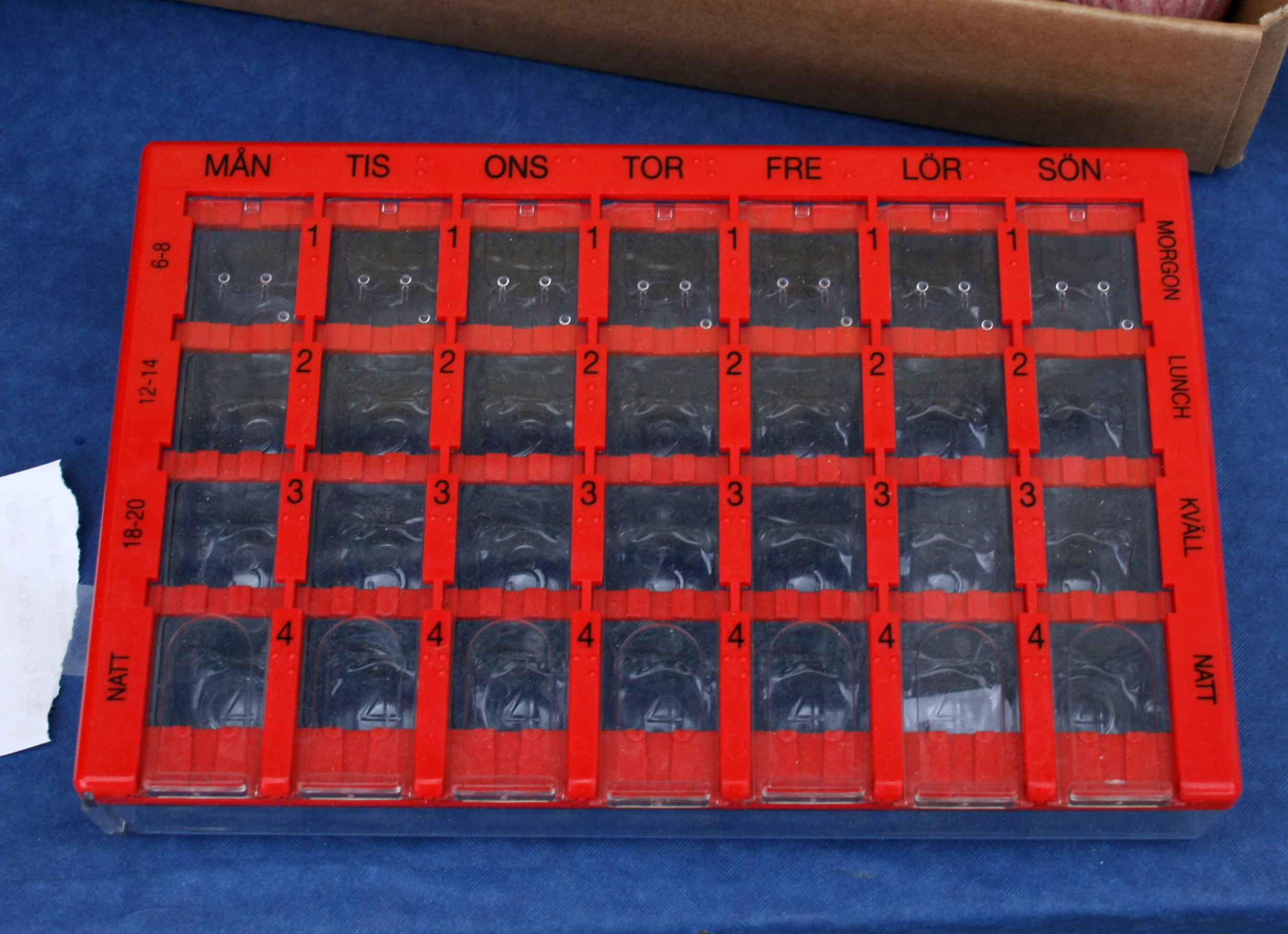
Dosett

Dosett är en förvaringsbehållare, tillverkad i plast, som används för att underlätta dosering av läkemedel i form av tabletter eller kapslar. Dosett är inte konstruerad för stolpiller eller flytande läkemedel. Dosett är ett registrerat varumärke tillhörande Swereco Group , Stockholm.
Bara för att ett läkemedel är i form av en tablett och/eller en kapsel, så betyder det inte per automatik att läkemedelet kan förvaras i en dosett. Detta då vissa läkemedel är fuktkänsliga och/eller ljuskänsliga, och bör därför endast förvaras i dess originalförpackning. Denna information står oftast i bipacksedeln och/eller på FASS.

## Konstruktion
Den är konstruerad så att läkemedlen kan sorteras efter mängd och intagningstid. Inom äldrevården har de dock kommit att ersättas av dospåsar som går under namnet ApoDos, förslutna påsar som innehåller den mängd läkemedel som patienten ska ha vid varje tillfälle.
Dosett finns i tre olika storlekar, vilken som används är beroende på hur många mediciner patienten använder
Dosetten har även utrymme för en medicinlista i ett litet fack på baksidan där man kan skriva ner alla läkemedel med aktuell styrka och dosering.